# Selayang Baru
Selayang Baru là thành phố ở bang Selangor, Malaysia. Thành phố Selayang Baru có diện tích ki lô mét vuông, dân số thời điểm năm 2010 là 265.297 người.
Đây là thành phố đông dân thứ 20 Malaysia theo dân số.